# Förste sergeant
Förste sergeant är en underofficersgrad med olika tjänsteställning i olika arméer.

## Belgien
1ste sergeant är en grad i den belgiska armén med Nato-kod OR6. 1ste Sergeant-chef är en grad i belgiska armén som också har Nato-kod OR6. 
| NATO-kod | Markstridskrafterna                                                       | Markstridskrafterna | Luftstridskrafterna                                                       | Luftstridskrafterna | Sjöstridskrafterna                                              | Sjöstridskrafterna | Sjukvårdstjänsten                                                         | Sjukvårdstjänsten |
| -------- | ------------------------------------------------------------------------- | ------------------- | ------------------------------------------------------------------------- | ------------------- | --------------------------------------------------------------- | ------------------ | ------------------------------------------------------------------------- | ----------------- |
| OR-6     | Förste sergeant nederländska: 1ste Sergeant-chef franska: 1e Sergent-chef |                     | Förste sergeant nederländska: 1ste Sergeant-chef franska: 1e Sergent-chef |                     | Förste sergeant nederländska: Meester-chef franska: Maître-chef |                    | Förste sergeant nederländska: 1ste Sergeant-chef franska: 1e Sergent-chef |                   |
| OR-6     | Förste sergeant nederländska: 1ste Sergeant franska: 1e Sergent           |                     | Förste sergeant nederländska: 1ste Sergeant franska: 1e Sergent           |                     | Förste sergeant nederländska: Meester franska: Maître           |                    | Förste sergeant nederländska: 1ste Sergeant franska: 1e Sergent           |                   |

Förste sergeant är en grad i det belgiska brandförsvaret som innehas av styrkeledare.
|                                                              | Brandkårerna | Brandkårerna |
| ------------------------------------------------------------ | ------------ | ------------ |
| Brandmästare nederländska: 1ste Sergeant franska: 1e Sergent |              |              |

- Se även: Militära grader i Belgien
- Se även: Brandförsvarets grader i Belgien

## Brasilien
Primeiro Sargento (förste sergeant) är en grad i de brasilianska delstatliga gendarmerierna.
| Polícia Militar do Estado                                   | Polícia Militar do Estado |
| ----------------------------------------------------------- | ------------------------- |
| Brasilianska delstatliga gendarmerierna - Primeiro Sargento |                           |

## Colombia
Sargento Primero (förste sergeant) är en grad i den colombianska armén som motsvarar fanjunkare i Sveriges försvarsmakt.
| Ejercito Nacional de Colombia Sargento Primero |

## Danmark
Graderna OR5-7 i den danska försvarsmakten. 
| Nato kod - | Hæren               | Hæren | Søværnet            | Søværnet | Flyvevåbnet         | Flyvevåbnet |
| ---------- | ------------------- | ----- | ------------------- | -------- | ------------------- | ----------- |
| OR-7       | Oversergent -       |       | Oversergent         |          | Oversergent         |             |
| OR-6       | saknar motsvarighet | - -   | saknar motsvarighet | - -      | saknar motsvarighet | --          |
| OR-5       | Sergent             | -     | Sergent             |          | Sergent -           |             |

## Estland
Vanemveebel (förste sergeant (egentligen äldre väbel) är en grad i den estniska armén. Tabellen visar graderna OR5-7 i den estniska armén.   
| Nato kod | Maavägi      | Maavägi                      |
| -------- | ------------ | ---------------------------- |
| OR-7     | Vanemveebel  | Estlands armé - Vanemveebel  |
| OR-6     | Veebel       | Estlands armé - Veebel       |
| OR-5     | Nooremveebel | Estlands armé - Nooremveebel |

## Mexiko
Sargento Primero (förste sergeant) är en grad i den mexikanska armén och flygvapnet.
| Ejército Mexicano               | Ejército Mexicano | Fuerza Aerea Mexicana                | Fuerza Aerea Mexicana |
| ------------------------------- | ----------------- | ------------------------------------ | --------------------- |
| Mexikos armé - Sargento Primero |                   | Mexikos flygvapen - Sargento Primero |                       |

## Nederländerna
Sergeant der 1e klasse (förste sergeant) är en grad i den nederländska armén med Nato-kod OR6. Nedan visas graderna OR5-7 i den nederländska försvarsmaktens fyra försvarsgrenar, armén, flygvapnet, marinen och gendarmeriet. 
| Nato kod - | Koninklijke Landmacht  | Koninklijke Landmacht                        | Koninklijke Luchtmacht | Koninklijke Luchtmacht                            | Koninklijke Marine  | Koninklijke Marine                     | Koninklijke Marechaussee     | Koninklijke Marechaussee                               |
| ---------- | ---------------------- | -------------------------------------------- | ---------------------- | ------------------------------------------------- | ------------------- | -------------------------------------- | ---------------------------- | ------------------------------------------------------ |
| OR-7       | Sergeant majoor        | Nederländernas armé - Sergeant majoor        | Sergeant majoor        | Nederländernas flygvapen - Sergeant majoor        | Sergeant majoor     | Nederländernas marin - Sergeant majoor | Opperwachtmeester -          | Nederländernas gendarmeri - Opperwachtmeester          |
| OR-6       | Sergeant der 1e klasse | Nederländernas armé - Sergeant der 1e klasse | Sergeant der 1e klasse | Nederländernas flygvapen - Sergeant der 1e klasse | Sergeant            | Nederländernas marin - Sergeant        | Wachtmeester der 1e klasse - | Nederländernas gendarmeri - Wachtmeester der 1e klasse |
| OR-5       | Sergeant               | Nederländernas armé - Sergeant               | Sergeant               | Nederländernas flygvapen - Sergeant               | saknar motsvarighet | - -                                    | Wachtmeester                 | Nederländernas gendarmeri - Wachtmeester               |

- I armén bärs graderna Opperwachtmeester, Wachtmeester der 1e klasse respektive Wachtmeester vid kavalleriet och artilleriet. -
- I marinen bärs graderna Schipper respektive Bootsman i operativ och nautisk tjänst och Sergeant-Majoor Marinier respektive Sergeant Marinier vid amfibiekåren (Korps Mariniers).

## Portugal
Primeiro-sargento (förste sergeant) och Primeiro-subsargento (förste undersergeant) är grader i den portugisiska försvarsmakten med Nato-kod OR5 respektive 6. Tabellen visar graderna i Nato-kod OR 5-7 i den portugisiska marinen.
| Nato kod | Marinha de Guerra    | Marinha de Guerra |
| -------- | -------------------- | ----------------- |
| OR-7     | Sargento-Adjutante   |                   |
| OR-6     | Primeiro-sargento    |                   |
| OR-5     | Segundo-Sargento     |                   |
| OR-5     | Primeiro-subsargento |                   |
| OR-5     | Segundo-subsargento  |                   |

## Rhodesia
First Sergeant (förste sergeant) var en grad för afrikansk personal i British South Africa Police, polisen i Sydrhodesia och Rhodesia. 

## Singapore
First Sergeant (förste sergeant) är en specialistgrad inom Singapores försvarsmakt. Vid stridande enheter ges förste sergeanter ofta ansvar över enskilda enheter med understödsvapen.

## Spanien
Sargento Primero (förste sergeant) är en spansk underofficersgrad. Tabellen visar graderna OR5-7 i den spanska armén, det spanska flygvapnet och i Guardia Civil. Cabo Mayor (OR5) är en underbefälsgrad.
| Nato-kod | Ejercito de Tierra Ejercito del Aire Guardia Civil | Ejercito de Tierra Ejercito del Aire Guardia Civil |
| -------- | -------------------------------------------------- | -------------------------------------------------- |
| OR-7     | Sargento Primero Fanjunkare                        |                                                    |
| OR-6     | Sargento Förste sergeant                           |                                                    |
| OR-5     | Cabo Mayor Sergeant                                |                                                    |

## Sverige
Förstesergeant var mellan 2009-2019 en specialistofficersgrad i den svenska försvarsmakten med kod OR 6. Förstesergeant hade kompetensområdet gruppchef, instruktör, operatör mm. 

## USA
First Sergeant i den amerikanska armén och marinkåren är en underofficersbefattning i lönegrad E-8 (motsvarar Nato-kod OR-8), som motsvarar befattningen kompaniadjutant och graden förvaltare. I flygvapnet är First Sergeant motsvarande befattning som kan innehas av underofficerare i lönegraderna E-7 till E-9 (motsvarande Nato-koderna OR-7--OR-9. Befattningstecknet är en romboid.
| Armén OR-8 Förvaltare             | Marinkåren OR-8 Förvaltare            | Flygvapnet OR-7 Fanjunkare                  | Flygvapnet OR-8 Förvaltare                  | Flygvapnet OR-9 Flottiljförvaltare          |
| --------------------------------- | ------------------------------------- | ------------------------------------------- | ------------------------------------------- | ------------------------------------------- |
| USA:s armé - First Sergeant (1SG) | USA:s marinkår - First Sergeant (1SG) | USA:s flygvapen (E7) - First Sergeant (1SG) | USA:s flygvapen (E8) - First Sergeant (1SG) | USA:s flygvapen (E9) - First Sergeant (1SG) |

## Österrike
Oberwachtmeister (förste sergeant (egentligen övervaktmästare)) är en grad i den österrikiska försvarsmakten.
Tabellen visar graderna OR 5-7 i Bundesheer.   
| Nato kod | Grad              | Grad                                                     | Typbefattning                           | Typbefattning |
| -------- | ----------------- | -------------------------------------------------------- | --------------------------------------- | ------------- |
| OR-7     | Stabswachtmeister | Österrikes försvarsmakt (Bundesheer) - Stabswachtmeister | Plutonchef Ställföreträdande plutonchef |               |
| OR-6     | Oberwachtmeister  | Österrike försvarsmakt (Bundesheer) - Oberwachtmeister   | Gruppchef                               |               |
| OR-5     | Wachtmeister      | Österrike försvarsmakt (Bundesheer) - Wachtmeister       | Gruppchef                               |               |